# Конёвское сельское поселение (Костромская область)
Конёвское се́льское поселение — муниципальное образование в Шарьинском районе Костромской области.
Административный центр — деревня Конёво.

## История
Конёвское сельское поселение образовано 30 декабря 2004 года в соответствии с Законом Костромской области № 237-ЗКО, установлены статус и границы муниципального образования.

## Население
| 2008 | 2010 | 2012 | 2013 | 2014 | 2015 | 2016 |
| ---- | ---- | ---- | ---- | ---- | ---- | ---- |
| 373  | ↘324 | ↘322 | ↘312 | ↘308 | ↗309 | ↘294 |
| 2017 | 2018 | 2019 | 2020 | 2021 |      |      |
| ↘292 | ↘282 | ↘276 | ↘254 | ↗260 |      |      |

## Состав сельского поселения
| №  | Населённый пункт | Тип населённого пункта          | Население |
| -- | ---------------- | ------------------------------- | --------- |
| 1  | Бердиха          | деревня                         | ↘13       |
| 2  | Боярка           | деревня                         | ↘1        |
| 3  | Ерёмино          | деревня                         | →0        |
| 4  | Кебасиха         | деревня                         | →0        |
| 5  | Кокуй            | деревня                         | →0        |
| 6  | Конёво           | деревня, административный центр | ↘229      |
| 7  | Конёво           | село                            | ↗1        |
| 8  | Лелеково         | деревня                         | →0        |
| 9  | Медведица        | деревня                         | ↘17       |
| 10 | Подолиха         | деревня                         | ↘11       |
| 11 | Рожиха           | деревня                         | ↗2        |
| 12 | Тютниха          | деревня                         | →0        |